# 도시 농업

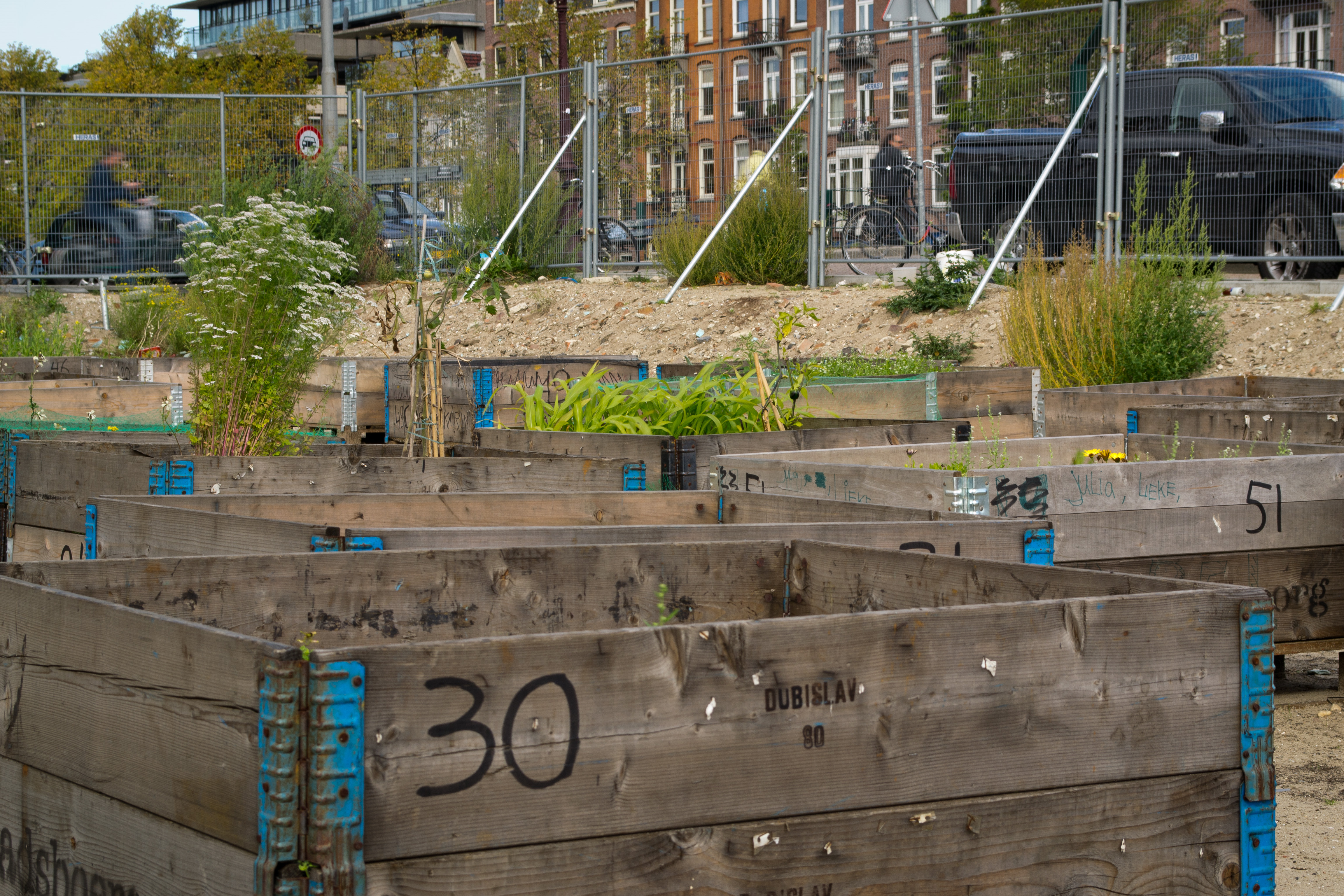
암스테르담의 도시농업

도시 농업(都市農業, 영어: urban agriculture, urban farming, urban gardening)은 도시의 제한된 공간을 활용해 소규모로 농작물을 재배하고 식량을 생산하는 농업활동으로 농업이 갖는 토양 및 생물 다양성 보전, 기후조절, 대기정화, 공동체 문화 및 정서함양, 여가 지원, 교육, 복지 등의 다원적 가치를 도시에서 구현하며 지속 가능한 도시 개발 지원, 식량 자급률 및 안정성을 향상시키는 농업으로서의 기능을 수행한다. 참고로, 홈 가드닝(home gardening)과 홈 파밍(home farming)도 도시농업에 속한다.

## 세계
도시농업의 형태로는 일본의 체재형 시민농원, 영국의 얼랏먼트(allotment), 독일의 클라인 가르텐(Klein Garten), 러시아의 다차, 쿠바 아바나의 도시농업, 캐나다의 커뮤니티 가든 등 다양한 형태로 존재하며 매우 활발한 활동이 이루어지고 있다.

## 대한민국
대한민국에서 도시농업운동은 2004년부터 (사)전국귀농운동본부 도시농업위원회(2012년 텃밭보급소로 독립)의 도시농부학교와 상자텃밭 보급행사로 시작하여 인천도시농업네트워크의 도시농업사업, 서울그린트러스트의 상자텃밭 사업으로 도시농업이 대중적으로 활성화되었다. 이후 서울시, 광명시, 고양시, 수원시에서 관련조례제정에 이어 많은 지자체에서 도시농업네트워크결성과 조례제정을 통해 활동을 펼치기 시작했다. 일반적인 주말농장의 형태와 함께, 베란다텃밭, 옥상텃밭, 학교텃밭, 재활용텃밭상자와 같이 도시의 자투리공간을 활용한 텃밭이 조성되고 있다. 정부에서는, 2011년 11월 22일 ‘도시농업의 육성 및 지원에 관한 법률'이 공포되었고, 공포 후 6개월이 경과한 날부터 시행되고 있다. 다만, 특별자치시와 특별자치시장에 관한 부분은 2012년 7월 1일부터 시행되고 있다. 2017년 9월부터 농림축산식품부장관이 발행하는 국가자격증 도시농업관리사 제도가 시행되는 등 관심이 증가하고 있다.

## 전망
도시농업은 도시의 생태계 순환구조의 회복과 지역 공동체 형성, 로컬 푸드, 개인의 식생활건강 뿐만 아니라 농업에 대한 도시민들의 인식을 전환시키는 등의 많은 장점을 가지고 있어 앞으로도 지속적이고 활발한 활동이 이루어질 것이다.

## 유익하고 우수한 측면
도시 농업의 경우, 세계 각지에서 지구 온난화 문제, 대기의 건조 및 미중 무역 분쟁, 한일 경제 전쟁 등의 여파에 따라 계속 발생되는 아마존 우림 산불 등과 같은 각종 자연재해 등이 지속적으로 일으키게 되면서, 기후 변화로 인한 생태계 파괴 등을 막을 수 있는 조건도 있고 자발적인 생활 패턴이 생기게 되는 대안을 제시할 수 있게 되는 이점이 있다. 그러나 도시 농업을 활성화하게 되면 숲과 같은 삼림 보호 정책은 물론 바다나 개펄 등 해양 생태계 보호 정책까지 대폭적으로 강화할 수 있는 등 다양한 니즈를 충족시킬 수 있게 된다. 기존에는 삼림 벌채 후 농경지 조성을 하였지만, 건물 최상층, 중간 피난층, 주상복합아파트 같은 주거 및 상업시설 복합 건축물의 상업 지역 부분 옥상 등지에 농지를 가꾸어져서 건물에 상주하고 있는 분들과 주거 시설 거주민들이 1년 동안 안정적으로 식량 자원을 확보할 수 있게 되는 좋은 점이 있다. 이미 EBS TV의 하나뿐인 지구라는 교양 프로그램에도 이와 같은 배경을 소재로 둔 이야기를 토대로 보면, 기후 변화 대응 체계 해소 취지를 앞장서는 여건이 마련된다. 그렇게 되면 훌륭한 조건을 가질 수 있어, 물 부족 국가 또는 강수량이 낮은 지역에게는 새로운 희망이자 기회를 얻게 되는 셈이다.

## 같이 보기
- 옥상정원